# Nagy Péter István
Nagy Péter István (Sárvár, 1989. november 24. –) magyar színész, rendező, koreográfus, pszichológus.

## Életpályája
2004–2007 között a soproni Berzsenyi Dániel Líceum, 2007–2009 között a szombathelyi Premontrei Rendi Szent Norbert Gimnázium tanulója volt. 2009–2013 között az Eötvös Loránd Tudományegyetem Pedagógiai és Pszichológiai Kar, Pszichológia alapszakát végezte el. Diplomamunkáját "Motiváció, áramlat és önértékelés a színházban" témakörben írta. 2015–2020 között a Színház- és Filmművészeti Egyetem hallgatója volt, színházrendező – fizikai színházi koreográfus-rendező szakirányon.
2006–2009 között a celldömölki Soltis Lajos Színházban volt stúdiós. 2012–2013-ban a Soproni Petőfi Színházban dolgozott mint zenész. 2013–2015 között a Nemzeti Színházban, a Rendezőgyakornoki Ösztöndíj Program keretében dolgozott és tanult.
2021-től a Weöres Sándor Színház művészeti tanácsának tagja. 2021-től a Színház- és Filmművészeti Egyetem tanára. A Radnóti Színház rendezője.

## Főbb szerepei
- Kárpáti Péter: Országalma – Galeotto Marzio, pap, paraszt (rendező: Szabó Attila)
- Lüszisztraté – vándorzenész (rendező: Nagy Gábor)
- Körtánc – a gróf (rendező: B. Péter Pál)
- Gabnai Katalin: A mindenlátó királylány – János (rendező: Ecsedi Erzsébet)
- Az üstfoldozó – Férj (rendező: Nagy Gábor)
- Machiavelli: A fráter – Alberigo (rendező: Nagy Gábor)
- Csukás István: Gyalogcsillag – Fecskefiú (rendező: Ecsedi Erzsébet)
- Léhűtő Mátyás – Ispán (rendező: Ó. Kovács Tímea)
- Machiavelli: Mandragóra – Buddy (rendező: Solténszky Tibor)
- Botrány az állatkertben – Oroszlán (rendező: Ecsedi Erzsébet)
- E. T. A. Hoffmann: Az arany virágcserép – Lindhorst (rendező: a társulat)
- Rudyard Kipling: A dzsungel könyve – Ká, férfi, farkas (rendező: Ecsedi Erzsébet)
- Varázshegedű – Szélfiúcska, légy, ájtatos manó, varázsló (rendező: B. Péter Pál)
- Vörösmarty Mihály: Csongor és Tünde – Csongor (rendező: Somogyi István)
- Fehérlófia – Hétszönyű Kaponyányi Monyók, Öregember (rendező: Somogyi István)
- Albert Camus: Az igazak – Alekszej Vojnov (rendező: Katona Imre)
- Petőfi Sándor: Tigris és Hiéna – zenei kísérő (rendező: Katona Imre)

## Filmes és televíziós szerepei
- Hacktion (2011–2014) ...Bálint / Gál Balázs

## Színházi rendezései
- Don Carlos, 2021[8]
- 451 Fahrenheit, 2022[9]
- A vége, 2023[10]
- Istentelen ifjúság, 2023[11]
- Gyévuska, 2024[12]
- Angyalok Amerikában – Első rész: Küszöbön az ezredforduló, 2025[13]

## Díjai és elismerései
- Legígéretesebb pályakezdő (Színházi Kritikusok Céhe, 2021)[14]